# مایک بارکر
مایک بارکر (به انگلیسی: Mike Barker) (زاده ۷ ژوئن ۱۹۶۸) از سازندگان سریال بابای آمریکایی! می‌باشد. او قبل از شروع ساخت این سریال، نویسنده و تهیه‌کننده سریال مرد خانواده بود.